# 사랑의 꿈 (장덕의 노래)
<사랑의 꿈>은 대한민국의 여성 싱어송라이터 장덕에 의해 작사 · 작곡된 곡이다. 장덕의 두번째 정규 음반 《사랑하지 않을래》의 B면 2번 트랙으로 발표되었다. 빠른 템포의 재미있는 곡으로 깜찍한 창법이 돋보이는 곡이다. A면 2번 트랙으로 수록된 <사랑하지 않을래>와 함께 한국적인 신디팝(신디록)을 잘 표현한 곡으로 볼 수 있다. 